# 인천해관문서
인천해관문서(仁川海關文書)는 서울특별시 강남구 논현동 관세박물관에 있는, 1883년(고종 20)부터 1885년(고종 22)까지 인천해관에서 기록된 문서들을 모은 문서철이다. 2009년 11월 3일 서울특별시의 유형문화재 제294호로 지정되었다.

## 개요
이 유물은 진기홍(우정사학자)씨가 수집하여 소장하고 있다가 1980년 관세청에 기증하여 서울본부 세관에 옮겨 보관해온 것으로, 문서는 양장 하드커버 포함 199장의 영문 필기체로 쓰여진 양장본이다. 서로 다른 편차를 부여한 흔적이 남아있는 것으로 보아, 인천해관에서 유출된 이후로 몇 차례의 재편집을 거쳐서 현재의 상태로 편철된 듯하다. 대체로 작성한 연월일에 따라 편철하였으나 일부는 내용의 연관성을 중심으로 같은 건의 종결된 위치에 옮겨 편철한 부분도 있다. 
이 인천해관문서는 1883년 인천해관을 설립하면서 임명한 해관장을 비롯한 관련 직원의 임명에 관한 문서를 시작으로, 1885년 9월까지의 인천해관의 업무 처리와 관련된 문서철이다. 수록된 건수는 121건인데, 11건은 1883년, 13건은 1884년, 97건은 1885년에 작성된 것이다. 이들 문서는 스트리플링(A.B Stripling)이 당시 인천해관 총세무사이자 조선국 외무협판(오늘날 외무부차관에 해당)이던 묄렌도르프에게 보고한 문서가 다수를 점하고 있고, 나머지는 인천해관에서 외부로 발송한 문서와 해관의 직원이 해관장에게 보고한 문서들이다. 따라서 이 문서들은 인천해관에서 발송한 문서들의 부본을 참고로 합철하여 보관해온 것이 전래된 것으로 판단된다. 
문서 가운데는 해관 설립 초기의 해관 운영과 관련된 문제와 함께, 조선의 상황을 조사 보고한 2편의 장문의 보고서가 포함되어 있다.
한 건은 인천해관 직원인 슐츠(F.W. Schulze)가 해관장인 스트리플링(A. Stripling)에게 보고한 문서(1885.3.31)로 당시까지 개항하지 않은 남서해안의 군산·법성포·테나리강 포구를 항해하면서 전라도 지역의 쌀 교역에 관하여 조사한 보고서이다.
다른 한 건은 인천해관장인 스트리플링이 총세무사 묄렌도르프(P.G.von Mὅoellendorff)에게 보고한 문서(1885.8.21)로서 조선의 운하의 부재 및 열악한 내부도로망의 문제, 수출증대를 위한 장애요인의 제거, 잠자고 있는 조선의 자원 개발을 자극하기 위하여 선진국에서 부지런하고 지적이고 기술이 있는 유색 인종의 유입이 필요함을 제안하고 있다. 당시 서양인의 조선에 대한 인식의 정도를 이해하는데 참고자료가 된다. 
특히 인천해관은 1883년 개관(開關)하면서부터 경기.충청.전라.황해.평안 5도를 관할구역으로 삼은 관계로, 이 유물은 개항 초기 서해안의 해관 운영과 관련된 구체적인 사항을 연구하는데 중요한 자료가 된다는 점에서, 해관사 연구에 도움을 줄 뿐만 아니라, 문서의 내용 중에 우리나라 서해안과 인천.군산.목포 등의 항만을 측량한 지도.부산.인천.원산 등의 기후(온도.안개.강우량 등)를 월별로 관찰한 서류, 인천세관원(영국인.러시아인.일본인 등)의 고용계약과 임금 현황 및 임금 체불 사태, 우리나라 마제은의 홍콩상하이은행 입금 사실, 전라도의 쌀 교역 실태, 은괴 징수 현황 등이 기재되어 있어서 1880년대 중반의 경제사.외교사.해운사.기후사 등을 연구하는 데 큰 도움을 줄 수 있다.
서울대학교 규장각 등에 보관되어 있는 해관 관련 자료가 대부분 1885년 이후의 것인데 비해, 이 문서는 1883년 1월부터 1885년 9월 사이의 보고문서로서 특히 우리나라 해관 초창기 직원들이 육필로 써 자료로서의 보존 가치가 높다.

## 참고 문헌
- 인천해관문서 - 국가유산청 국가유산포털